# Море Ванделя
Море Ванделя (англ. Wandel Sea, дат. Wandel Hav, дат. Wandelhavet, также известно в США как англ. McKinley Sea) — неофициальное название части Северного Ледовитого океана, расположенной между мысом Нордоструннинген и Землёй Пири. Водное пространство севернее и северо-восточнее моря Ванделя круглый год покрыто льдом. К западу от моря располагаются два крупнейших в Гренландии залива: фьорды Индепенденс и Данмарк. К северо-западу от моря Ванделя расположено море Линкольна.
Своё название море Ванделя получило в честь датского полярника и гидрографа, вице-адмирала Карла Фредерика Ванделя (1843—1930), который в 1906—1908 годах в составе полярной экспедиции обследовал прибрежные воды Гренландии.
По данным на 2008 год море было весьма слабо исследовано из-за практически постоянно сковывающих его льдов, а также труднодоступности региона в целом. В 1983 году специальной экспедицией проводилось исследование фауны моря Ванделя возле берегов Гренландии. В 1998 году при финансовой поддержке Национального агентства видовой и картографической информации США была проведена аэросъёмка морей Линкольна и Ванделя. Также с 1956 года на побережье располагается военная и научно-исследовательская станция Норд.